# Gabriel Arévalo
Gabriel Dezani Arévalo (ur. 25 października 2001) – brazylijski judoka.
Startował w Pucharze Świata 2023 i 2025. Triumfator igrzysk Ameryki Południowej w 2022. Trzeci na Uniwersjadzie w 2025 w drużynie.